# Джері Галлівелл
Джералді́н Есте́ль «Джері» Га́ллівелл (англ. Geraldine Estelle "Geri" Halliwell; нар. 6 серпня 1972, Вотфорд, Гартфордшир, Англія) — англійська попспівачка, письменниця та модельєр. Стала відомою в другій половині 1990-х років як одна з членів дівочого гурту Spice Girls. У складі колективу вона була відома як Імбирна Спеція, Джинджер Спайс (англ. Ginger Spice). Сольну кар'єру розпочала в 1999 році дебютним альбомом Schizophonic, після якого випустила ще два: Scream If You Wanna Go Faster (2001) і Passion (2005). Сольні альбоми Галлівелл розійшлися у світі загальним накладом понад 12 мільйонів копій, двічі номінувалась на премію «Brit Awards»: 2000 та 2002.

## Дискографія
| Назва      | Schizophonic | Scream If You Wanna Go Faster | Passion |
| Рік        | 1999         | 2001                          | 2007    |
| Обкладинка |              |                               |         |

## Літературна творчість
В 1999 році написала автобіографію «If Only», в якій описала своє життя в бутність членом «Spice Girls».
У 2008 році опублікувала серію дитячих книг під назвою «Ugenia Lavender».